# Jelizawieta Gołubiewa
Jelizawieta Siergiejewna Gołubiewa z d. Kazielina (ros. Елизавета Сергеевна Голубева z d. Казелина; ur. 19 września 1996 w Kołomnej) – rosyjska łyżwiarka szybka. Jej brat Michaił Kazielin również jest panczenistą.
W Mistrzostwach Świata juniorek w 2014 i w 2015 roku Kazielina zdobyła łącznie 6 brązowych medali.
W 2016 roku zdobyła brązowy medal Mistrzostw Świata na Dystansach w biegu drużynowym.

## Rekordy życiowe
| Dystans | Czas    | Data              | Miejscowość    |
| ------- | ------- | ----------------- | -------------- |
| 500 m   | 39,30   | 15 listopada 2015 | Calgary        |
| 1000 m  | 1.16,42 | 7 listopada 2015  | Calgary        |
| 1500 m  | 1.55,30 | 21 listopada 2015 | Salt Lake City |
| 3000 m  | 4.05,20 | 13 listopada 2015 | Calgary        |
| 5000 m  | 7.17,50 | 20 listopada 2015 | Salt Lake City |
| Źródło: |         |                   |                |

## Miejsca wPucharze Świata juniorek
- 2013/2014 – 500 m: 3. miejsce (181 punkty)
- 2013/2014 – 3000 m: 3. miejsce (240 punkty)
- 2014/2015 – 1500 m: 2. miejsce (280 punkty)